# Neocheiridium corticum
Neocheiridium corticum är en spindeldjursart som först beskrevs av Luigi Balzan 1887.  Neocheiridium corticum ingår i släktet Neocheiridium och familjen dvärgklokrypare. Inga underarter finns listade i Catalogue of Life.